# Uroleucon essigi
Uroleucon essigi är en insektsart som beskrevs av De Carvalho 1998. Uroleucon essigi ingår i släktet Uroleucon och familjen långrörsbladlöss. Inga underarter finns listade i Catalogue of Life.